# Wola Przatowska
Wola Przatowska [pronunciación en polaco: /ˈvɔla pʂUnˈtɔfska/] es un pueblo ubicado en el distrito administrativo de Gmina Szadek, dentro del Condado de Zduńska Wola, Voivodato de Łódź, en Polonia central. Se encuentra aproximadamente a 5 kilómetros al este de Szadek, a 12 kilómetros al noreste de Zduńska Wola, y a 31 kilómetros al oeste de la capital regional Łódź.